# Marcelo Pazzini
Marcelo Pazzini, noto anche con lo pseudonimo di Pança (Belo Horizonte, 1º gennaio 1957), è un ex giocatore di calcio a 5 brasiliano.

## Carriera
Utilizzato nel ruolo di portiere, Pança ha giocato a livello di club nel Gercan di San Paolo, vincendo tre titoli statali.
Con la Nazionale brasiliana ha partecipato a tre campionati del mondo, quello inaugurale di Brasile 1982 dove vinse la coppa, quello successivo di Spagna 1985, dove confermò il titolo, e quello di Australia 1988, dove fu titolare dei pali brasiliani ma durante il quale la nazionale verdeoro perse la finale in favore del Paraguay.